# Hans Gebelein
Hans Gebelein  (* 1907; † 1985) war ein deutscher Mathematiker und Physiker.

## Leben
Gebelein studierte als Stipendiat der Studienstiftung des Deutschen Volkes in Würzburg und Göttingen Mathematik und Physik und wurde 1931 in Göttingen promoviert (Über den unsymmetrischen schweren Kreisel, auch in den Annalen der Physik veröffentlicht) und legte 1932 das Staatsexamen in Würzburg ab. Danach war er Assistent an der TH Stuttgart, an der er 1938 habilitiert wurde und Privatdozent für Angewandte Mathematik und Mechanik wurde. Ab 1938 war er als Baurat an der Maschinenbauschule Esslingen und war als Gutachter tätig. Ab 1944 war er an der Luftfahrt-Forschungsanstalt Hermann Göring in Braunschweig und arbeitete dort 1945 bis 1947 für die britische Royal Air Force. Danach arbeitete er als Statistiker und forschte 1949/50 für die US Army in Wright Field. Ab 1950 war er am Amt für Landeskunde in Landshut.
Er befasste sich mit theoretischer Mechanik, Hydro- und Aerodynamik und Statistik.

## Schriften
- Turbulenz: Physikalische Statistik und Hydrodynamik, Springer 1935
- Zahl und Wirklichkeit: Grundzüge einer mathematischen Statistik, Heidelberg: Quelle & Meyer 1943 (Geleitwort Ernst Wagemann)
- Statistische Modellbau- und Untersuchungstechnik, Verlag Berliner Union,  Kohlhammer 1972
- mit Hans-Joachim Heite: Statistische Urteilsbildung: erläutert an Beispielen aus Medizin und Biologie, Springer 1951